# Skrajna Soliskowa Kopa
Skrajna Soliskowa Kopa (słow. Predná solisková kopa, węg. Elülső-Szoliszkó-taraj, niem. Vordere Salzberg Koppe) – szczyt o wysokości 2395 m n.p.m. w Grani Soliska, w słowackich Tatrach Wysokich. Jest pierwszym wzniesieniem na północ od Wielkiego Soliska, od którego oddzielona jest Skrajnym Soliskowym Karbem. Z przeciwnej strony Pośredni Soliskowy Karb oddziela ją od Pośredniej Soliskowej Kopy.
Skrajna Soliskowa Kopa jest najwyższą i najwybitniejszą kulminacją w grupie Soliskowych Kop. Do Doliny Furkotnej opada z niej szerokie żebro, w dolnej części rozszerzające się i przypominające kształtem trójkąt. Prowadzi nim nieco trudna (I) droga wspinaczkowa.
Autorzy atlasu satelitarnego Tatry i Podtatrze zaproponowali w odniesieniu do szczytu nazwę Wielka Soliskowa Kopa. Jednocześnie w północnej grani, zbiegającej do Pośredniego Soliskowego Karbu, wyróżnili Małą Soliskową Kopę. Jest to wzniesienie, które nie zostało nazwane ani opisane w przewodniku taternickim Arno Puškáša.

## Historia
Pierwsze wejścia:
- Günter Oskar Dyhrenfurth i Hermann Rumpelt, 10 czerwca 1906 – letnie,
- Adam Karpiński i Stefan Osiecki, 12 kwietnia 1925 – zimowe[3].